# Dino Stančič
Dino Stančič (Sesana, 25 gennaio 1992) è un calciatore sloveno, centrocampista o attaccante del Tabor Sežana.
In gioventù è considerato uno dei calciatori sloveni più talentuosi.

## Caratteristiche tecniche
Stančič è un trequartista, che si può adattare anche al ruolo di esterno o ala destra, di punta centrale o di seconda punta. Veloce, è efficace sia in fase offensiva sia in fase difensiva.

## Carriera

### Club

#### Koper
Cresciuto nelle giovanili del Koper approda nella prima squadra verso il mese di ottobre del 2010. Esordisce il 20 ottobre con il Koper nella partita di Coppa di Slovenia contro il Triglav (1-0). Tre giorni dopo debutta anche in campionato giocando la sfida contro il Gorica (2-2).
Seguito da diverse società italiane tra le quali Napoli e Palermo oltre ad Atalanta e Parma, nel mese di dicembre sembra essersi accordato con il Genoa con la quale avrebbe dovuto firmare un contratto quinquennale pagando al Koper una cifra inferiore a 500.000 euro ma l'accordo svanisce verso i primi di gennaio.
Il 9 aprile 2011, ventisettesima giornata di campionato, Stančič realizza la sua prima doppietta nella partita contro il Nafta (4-1). In Coppa nazionale il Koper, dopo aver vinto contro il Triglav rimontando 3-0 in casa, ai quarti di finale vengono estromessi dal Maribor in trasferta (1-0) dopo aver pareggiato 1-1 all'andata. Il 21 maggio gioca per la prima volta tutta la partita di campionato contro il Celje (1-0).
Il 7 luglio 2011 esordisce in Europa League nella sfida contro i kazaki del Karagandy (2-1) che eliminano gli istriani dalla competizione europea.
L'11 settembre gioca la sua prima partita di 1. SNL all'ottava giornata di campionato contro il Triglav (1-0). Due settimane dopo la sfida contro l'Olimpia Lubiana è il suo ultimo incontro nel 2011. In seguito viene ceduto in prestito fino a dicembre 2011 agli sloveni dello Jadran Dekani.

### Nazionale
Il 7 ottobre 2010 esordisce nell'Under-19 giocando la partita contro l'Olanda (2-0). Dopo aver giocato anche contro la Slovacchia, il 12 ottobre realizza una doppietta nella partita contro i pari età della nazionale maltese (4-0).